# Calatola
Calatola là một chi thực vật có hoa thuộc họ Icacinaceae. Chúng phân bố từ México tới Ecuador. Có bảy loài thuộc chi. Loài điển hình là Calatola mollis. Calatola columbiana, Sleumer là loài đặc hữu của Colombia.